# Sawwa (strumień)
Sawwa (ros. Савва) – strumień w Mordowii w Rosji, lewy dopływ Windrieja (dorzecze Mokszy). Długość cieku wynosi 23 km, a powierzchnia rozlewni – 145 km².